# 柳林公园
柳林公园，位于天津市河西区柳林街道，毗邻海河与津南区隔河相望，总占地面积约90万平方米。
2024年，柳林公园二期工程竣工。